# Jahresabrechnung
Jahresabrechnung ist im deutschen Wohnungseigentumsrecht eine nach Ablauf des Wirtschaftsjahres fällige Abrechnung über die angefallenen Einnahmen und Ausgaben.

## Allgemeines
Die Wohnungseigentümergemeinschaft tätigt innerhalb einer Rechnungsperiode Aufwand oder Ausgaben (etwa Betriebskosten, Instandhaltungsrücklagen, Verwaltungskosten) und erzielt Erträge oder Einnahmen (Hausgelder, Immobiliarmieten, Versicherungsleistungen), die zusammengefasst und zum Abschluss einer Rechnungsperiode (meist der 31. Dezember jeden Jahres) zusammengestellt werden. Diese Zusammenstellung heißt Jahresabrechnung, die im Wohnungseigentumsgesetz (WEG) lediglich als Abrechnung bezeichnet wird. Sie legt endgültig fest, welche Lasten und Kosten der einzelne Wohnungseigentümer für das vergangene Jahr zu tragen hat.

## Inhalt
Die Jahresabrechnung muss sowohl eine Gesamtabrechnung, die einzelnen Kostenarten entsprechend dem beschlossenen Wirtschaftsplan, die Einzelabrechnungen für die einzelnen Wohnungen als auch die Verteilungsschlüssel enthalten. Die Ausgaben werden mit den (Soll-)Einnahmen aus Hausgeld und eventuellen Sonderumlagen verrechnet. Ergebnis jeder Einzeljahresabrechnung ist entweder eine positive (Guthaben) oder negative Abrechnungsspitze (Nachzahlung). Darüber hinaus muss in der Jahresabrechnung die Entwicklung der Instandhaltungsrücklage dargestellt werden. Nach einer Entscheidung des Bundesgerichtshofs (BGH) müssen die tatsächlichen und die geschuldeten Zahlungen der Wohnungseigentümer auf die Instandhaltungsrücklage in der Jahresgesamt- und -einzelabrechnung dargestellt werden. Die Instandhaltungsrücklage ist weder als Ausgabe noch als sonstige Kosten zu buchen; es handelt sich um ein Bestandskonto.

## Rechtsfragen
Die Wohnungseigentumsverwaltung ist nach § 28 Abs. 3 WEG und aus den §§ 675 BGB, § 666 BGB und § 259 BGB verpflichtet, jeweils nach Ablauf des Kalenderjahres eine Jahresabrechnung als Teil der Rechnungslegung zu erstellen. Dabei sind die Grundsätze ordnungsmäßiger Buchführung zu beachten. Darüber hinaus ist für jeden Wohnungs- und Teileigentümer eine individualisierbare Einzelabrechnung zu erstellen. Eine vollständige Jahresabrechnung umfasst die Einzelabrechnungen nebst Heizkostenabrechnung.
Die Jahresabrechnung stellt nach Ablauf des Wirtschaftsjahres die tatsächlich angefallenen Einnahmen und Ausgaben gemäß § 28 Abs. 3 WEG zusammen. Dadurch ergibt sich ein Vergleich zum vorangegangenen Wirtschaftsplan, so dass entweder Nachzahlungen oder Guthaben entstehen. Stellt sich während des laufenden Wirtschaftsjahres heraus, dass die Ansätze im Wirtschaftsplan nicht ausreichen werden, muss der Wirtschaftsplan ergänzt und eine Sonderumlage erhoben werden. Eine Jahresabrechnung wird nicht wie eine Bilanz erstellt, sondern als reine Einnahmen- und Ausgabenrechnung nach dem Zufluss- und Abflussprinzip.
Enthalten die Teilungserklärung oder der Verwaltervertrag keine Regelungen darüber, bis wann der Verwalter die Jahresabrechnung zu erstellen hat, muss er die Abrechnung innerhalb von 6 Monaten nach Ablauf der Abrechnungsperiode erstellen. Wenn ein Verwaltungsbeirat bestellt ist, soll dieser nach § 29 Abs. 3 WEG vor dem Beschluss in der Eigentümerversammlung die Abrechnung prüfen und mit seiner Stellungnahme versehen. Die Wohnungseigentümerversammlung genehmigt sodann die Jahresabrechnung durch Mehrheitsbeschluss (§ 25 Abs. 1 WEG). Fehlerhafte Jahresabrechnungen müssen innerhalb der Anfechtungsfrist von einem Monat durch Anfechtungsklage gemäß § 46 WEG beim Amtsgericht angefochten werden.

## Empfänger der Jahresabrechnung
Der Verwalter ist verpflichtet, pro Eigentumseinheit eine Jahresabrechnung zu erstellen. Adressat der Jahresabrechnung ist derjenige Eigentümer, der zum Zeitpunkt der Beschlussfassung über die Abrechnung in der Wohnungseigentümerversammlung im Wohnungs- oder Teileigentumsgrundbuch eingetragen ist. Im Fall eines Verkaufs einer Eigentumswohnung ist also der Zeitpunkt der Umschreibung des Eigentums im Grundbuch entscheidend dafür, ob eine Forderung aus der Jahresabrechnung (Abrechnungsspitze) vom Verwalter gegen den Verkäufer oder gegen den Käufer geltend gemacht werden muss. Die gleiche Person wäre dementsprechend auch Empfänger eines Guthabens aus der Jahresabrechnung. Selbst für Forderungen aus der Abrechnung früherer Jahre haftet der Erwerber, wenn er zum Zeitpunkt des Beschlusses über die dazugehörenden Jahresabrechnungen bereits Eigentümer ist. Ist der Käufer zum Beschlusszeitpunkt bereits Eigentümer, fallen ihm jedoch eventuelle Fehlbeträge nicht zur Last, die dadurch entstanden sind, dass der Verkäufer, während er noch Eigentümer war, die im Wirtschaftsplan beschlossenen Hausgeldzahlungen nicht oder nicht vollständig erbracht hat. In einem solchen Fall bleibt der Verkäufer Schuldner dieser Vorauszahlungen, der neue Eigentümer darf auch in der Jahresabrechnung nicht damit belastet werden. Es können aber in der Gemeinschaftsordnung Vereinbarungen getroffen worden sein, die von dieser gesetzlichen Regelung abweichen. Typischerweise werden im Kaufvertrag über die Eigentumswohnung Bestimmungen zum Übergang von Nutzen und Lasten getroffen. Diese Vereinbarungen gelten jedoch nur zwischen Käufer und Verkäufer, die Rechte der Wohnungseigentümergemeinschaft können dadurch nicht beschränkt werden. Für Käufer und Verkäufer bietet jedoch der Kaufvertrag die Möglichkeit, als unangemessen empfundene Folgen der Rechtslage unter sich auszugleichen.

## Wirtschaftliche Aspekte
Neben dem Wirtschaftsplan bildet die Jahresabrechnung die Grundlage für die Ermittlung des künftigen Hausgelds.